# Boz Scaggs (album)
| Recensione                        | Giudizio    |
| --------------------------------- | ----------- |
| AllMusic                          | [ 2 ]       |
| Robert Christgau                  | B+          |
| The New Rolling Stone Album Guide | [ 4 ]       |
| Sputnikmusic                      | 3.6 (Great) |

Boz Scaggs è il secondo album da solista di Boz Scaggs, pubblicato dalla Atlantic Records nel settembre del 1969. Il disco fu registrato il 5-10 maggio 1969 al Muscle Shoals Sound Recorders di Muscle Shoals, Alabama (Stati Uniti).

## Tracce
Lato A
1. I'm Easy – 3:08 (William Royce Scaggs, Barry Beckett)
2. I'll Be Long Gone – 4:00 (William Royce Scaggs)
3. Another Day (Another Letter) – 3:11 (William Royce Scaggs)
4. Now You're Gone – 3:48 (William Royce Scaggs)
5. Finding Her – 4:09 (William Royce Scaggs)
6. Look What I Got – 4:12 (Charles Chalmers, Donna Rhodes)

Lato B
1. Waiting for a Train – 2:40 (Jimmie Rodgers)
2. Loan Me a Dime – 12:48 (William Royce Scaggs)
3. Sweet Release – 6:17 (William Royce Scaggs, Barry Beckett)

## Musicisti
- Boz Scaggs (William Royce Scaggs) - chitarra, voce
- Eddie Hinton - chitarra
- Jimmy Johnson - chitarra
- Duane Allman - dobro, chitarra slide, chitarra
- Barry Beckett - tastiere
- Al Lester - fiddle
- David Hood - basso
- Roger Hawkins - batteria
- Gene Bowlegs Miller - tromba, trombone (eccetto nel brano: I'm Easy)
- Joe Arnold - sassofono tenore (eccetto nel brano: I'm Easy)
- James Mitchell - sassofono baritono (eccetto nel brano: I'm Easy)
- Jeannie Greene - accompagnamento vocale (eccetto nel brano: I'll Be Long Gone)
- Donna Thatcher - accompagnamento vocale (eccetto nel brano: I'll Be Long Gone)
- Mary Holiday - accompagnamento vocale (eccetto nel brano: I'll Be Long Gone)
- Charles Chalmers - sassofono tenore (solo nel brano: I'm Easy)
- Floyd Newman - sassofono baritono (solo nel brano: I'm Easy)
- Ben Cauley - tromba (solo nel brano: I'm Easy)
- Tracy Nelson - accompagnamento vocale (solo nel brano: I'll Be Long Gone)
- Irma Routen - accompagnamento vocale (solo nel brano: I'll Be Long Gone)
- Joyce Dunn - accompagnamento vocale (solo nel brano: I'll Be Long Gone)[1][7]